# گلستان سعدی
گلستان نوشتهٔ شاعر و نویسندهٔ پرآوازه ایرانی سعدی شیرازی است. به باور بسیاری، گلستان سعدی تأثیرگذارترین کتابِ نثر در ادبیات فارسی‌است.

## پیش‌زمینه
استفاده از نثر موزون و مسجع در منشیان و نویسندگان پیش از سعدی، به خصوص از قرن پنجم هجری به بعد بسیار متداول شده بود. در قرن ششم و هفتم هجری، نوشتن پرتکلف و تصنعی نشانه‌ای از دانش نویسنده به‌شمار می‌رفت. بارزترین نمونهٔ این نثر، مقامات حمیدی است که در سال ۵۵۱ هجری نوشته شده و مورد تمجید بسیاری از شعرا و ادبای آن دوران مانند انوری، نظامی عروضی و سعدالدین وراوینی قرار گرفته است.

## نگارش
سعدی، هنگامِ نگارشِ گلستان را سالِ ۶۵۶ هجری (۱۲۵۸ میلادی) می‌شمارد.
| در این مدت که ما را وقت خوش بود |  | ز هجرت ششصد و پنجاه و شش بود |

سعدی نگارش کتاب گلستان را کمتر از یک سال بعد از تدوین بوستان، در اول اردیبهشت سال ۶۵۶ هجری شروع کرد و «هنوز از گلِ بوستان بَقیّتی موجود بود» که نگارش آن را به پایان رساند؛ بنابراین کتاب گلستان در مدت پنج یا شش ماه نوشته شد که -به نظر محمدعلی همایون کاتوزیان، منتقد ادبی- شبیه به معجزه است. او با توجه به شواهدی در گلستان، معتقد است که سعدی پس از نگارش بوستان دچار نوعی افسردگی شد و با این فکر که عمر خود را به بطالت گذرانده و به ایام پیری رسیده است، دست از کار کشید. اما دوست یا دوستانی او را به نوشتن کتاب جدیدی مصمم کردند. نگارش کتاب گلستان در این مدت کوتاه، می‌تواند نشانی از فرح و انبساطی باشد که پس از یک دوره افسردگی -موقتاً- در وی بروز می‌کند.
سعدی این کتاب را به سعدبن ابوبکر زنگی، ولیعهد جوان فارس تقدیم و ابراز امیدواری کرد که مورد پسند وی واقع شود. در دیباچه چنین گوید:
| امید هست که روی ملال درنکشد |  | از این سخن که گلستان نه جای دل تنگی است |
| علی‌الخصوص که دیباچه همایونش |  | به نام سعد ابوبکر سعد بن زنگی است       |

با این حال، سعدی تا سال‌ها پس از این تاریخ (دست کم بیست تا سی سال) همچنان به سرودن اشعار مشغول بوده و این تئوری مطرح است که احتمالاً در این دوران، آثار گذشته خود از جمله گلستان را بازبینی و اصلاح می‌کرده است.

### نسخه‌های خطی

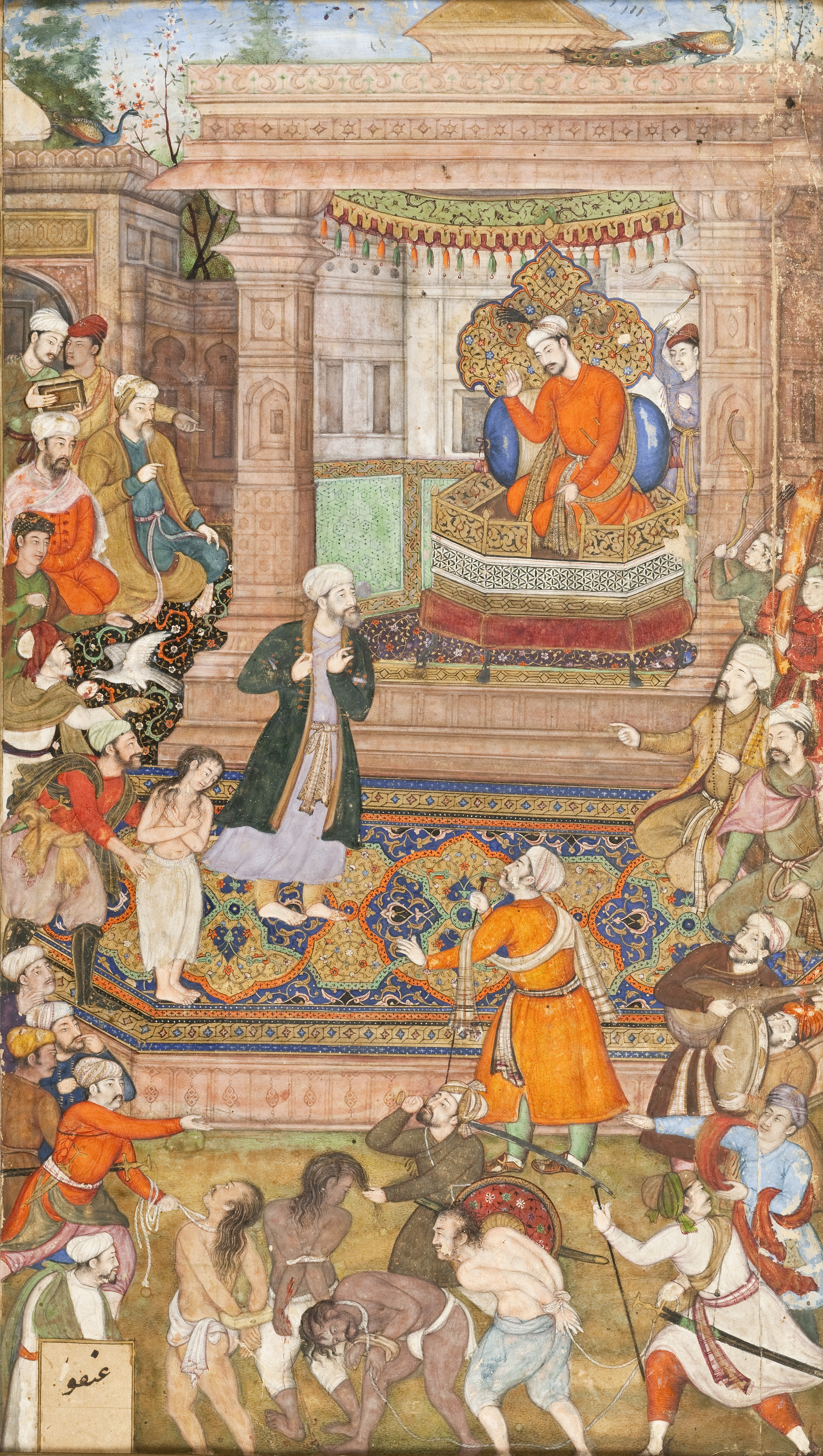
یک نقاشی مینیاتور، مربوط به حکایتی از گلستان سعدی در باب عفو و سیرت شاهان، اثر باساوان، از هنرمندان طراز اول دربار گورکانی که در سال ۱۵۹۶ میلادی خلق شد.
این اثر اکنون در مالکیت موزه هنر شهرستان لس‌آنجلس قرار دارد.

قدیمی‌ترین نسخه خطی به جا مانده از گلستان سعدی، نسخه‌ای تذهیب‌کاری شده از یاقوت مستعصمی است که به سال ۶۶۸ هجری بازمی‌گردد. در این سال، سعدی هنوز در قید حیات بود، اما از آنجا که اطلاعات شناسنامه‌ای این نسخه خوانا نیست، به‌عنوان یک نسخه معتبر مورد توجه محققان قرار نگرفته است.
مقدمهٔ گلستان در مجموعه‌ای شامل چند کتاب کوچک خطی محفوظ در کتابخانه مرکزی آستان قدس رضوی به شمارهٔ ۵۴۵ حکمت و کلام، به خط احمدبن محمد حاجی کاموسی به تاریخ محرم ۷۰۰ ه‍.ق
نسخهٔ خطی قدیمی دیگری از کلیات سعدی، معروف به نسخهٔ  لرد گرینوی به سال ۷۲۰ هجری برمی‌گردد. این نسخه پیشتر در لندن نگهداری می‌شده، اما امروز در کتابخانه بنیاد بودمر در ژنو قرار دارد. غلامحسین یوسفی در تصحیح بوستان و گلستان از آن به‌عنوان نسخه اساس استفاده کرده است.
علی بن احمد بن ابی بکر بیستون از جمله مشهورترین گردآورندگان کلیات سعدی است که یک بار در سال ۷۲۶ و بار دوم در سال ۷۳۴ هجری به این کار مبادرت نمود. در این نسخه، گلستان در ابتدای کتاب کلیات قرار گرفته است و هرچند که بعدها در نسخه ای که برای اکبر شاه، یکی از امپراتوران گورکانی در هند آماده شد، بوستان قبل از گلستان آمد، اما ترتیب قرار گرفتن فصول مختلف کلیات سعدی در بیشتر نسخه‌های بعدی، کم و بیش از همین نسخه اقتباس شده است.
نسخه خطی کتابخانهٔ ملی پاریس به شمارهٔ 869.Supplement Pers- که سابقأ پیش از انقلاب فرانسه در ۱۷۸۹ م. در کتابخانهٔ دانشگاه سوربُن موجود بوده است- و تاریخ تحریر آن روز یکشنبه از ماه شعبان سال ۷۳۰ ه‍.ق است.
نسخه خطی قدیمی دیگری که از کلیات سعدی موجود است، در سال ۷۶۶ هجری به خط محمد بن عبداللطیف عقاقیری، از شاگردان با واسطه سعدی و به‌فاصله حدوداً ۷۰ سال پس از درگذشت وی نوشته شده است. این نسخه، قدیمی‌ترین نسخه از کلیات سعدی در گنجینه کتب خطی کتابخانه مرکزی آستان قدس رضوی است. تقریباً به همین قدمت، نسخه خطی دیگری از کلیات سعدی در سال ۷۷۰ هجری به دستور تورانشاه و به خط حسن الحافظ نوشته‌شد که در مرکز میکروفیلم دهلی نو نگهداری می‌شود.

## چاپ و ترجمه

### تصحیح
تاکنون نسخه‌های تصحیح‌شده متعددی از گلستان — چه به‌صورت مستقل و چه در قالب کلیات سعدی — آماده و منتشر شده است. اولین کتاب تصحیح‌شده گلستان در سال ۱۳۱۰ توسط عبدالعظیم قریب آماده و منتشر شد. اولین نسخه تصحیح‌شده کلیات سعدی نیز در سال ۱۳۱۶ توسط محمدعلی فروغی منتشر گردید که تا سال‌ها به‌عنوان مهم‌ترین منبع ارجاع به آثار سعدی محسوب می‌شد. بعداً، نسخه‌های دیگر از این کتاب توسط محققان دیگر از جمله سعید نفیسی، محمدجواد مشکور، خلیل خطیب رهبر و بهاءالدین خرمشاهی تصحیح شد. اما معتبرترین نسخه گلستان به تصحیح غلامحسین یوسفی است که مبنای آن هفده نسخه خطی و نسخه‌های چاپی معتبر بود. با این حال، این تصحیح نیز نظرات همه منتقدان را برآورده نکرد و بعد از آن دست کم یک نسخه تصحیح‌شده دیگر از کلیات سعدی در سال ۱۳۷۵ توسط بهاءالدین خرمشاهی عرضه گردید.

### چاپ
نخستین نسخه چاپی از گلستان در سال ۱۶۵۱میلادی در آمستردام و به زبان لاتین توسط جنتیوس (Gentius) منتشر شد. با این حال، تا اوایل قرن نوزدهم میلادی که نسخه‌هایی از کلیات در کلکتهٔ هند منتشر شد، خبری از چاپ گلستان یا کلیات سعدی در کشورهای اسلامی نبود. کتاب گلستان یکی از نخستین کتاب‌های فارسی است که با استفاده از ماشین چاپ منتشر شده است. این کتاب نخستین بار در سال ۱۸۲۴ میلادی در تبریز و بعد از آن در سال ۱۸۴۷ در تهران به چاپ رسید. در این سده همچنین نسخه‌هایی از گلستان در استانبول، قاهره، پاریس، لایپزیک، برلین، انگلستان و بیش از صد مرتبه در هندوستان چاپ شد.

### ترجمه

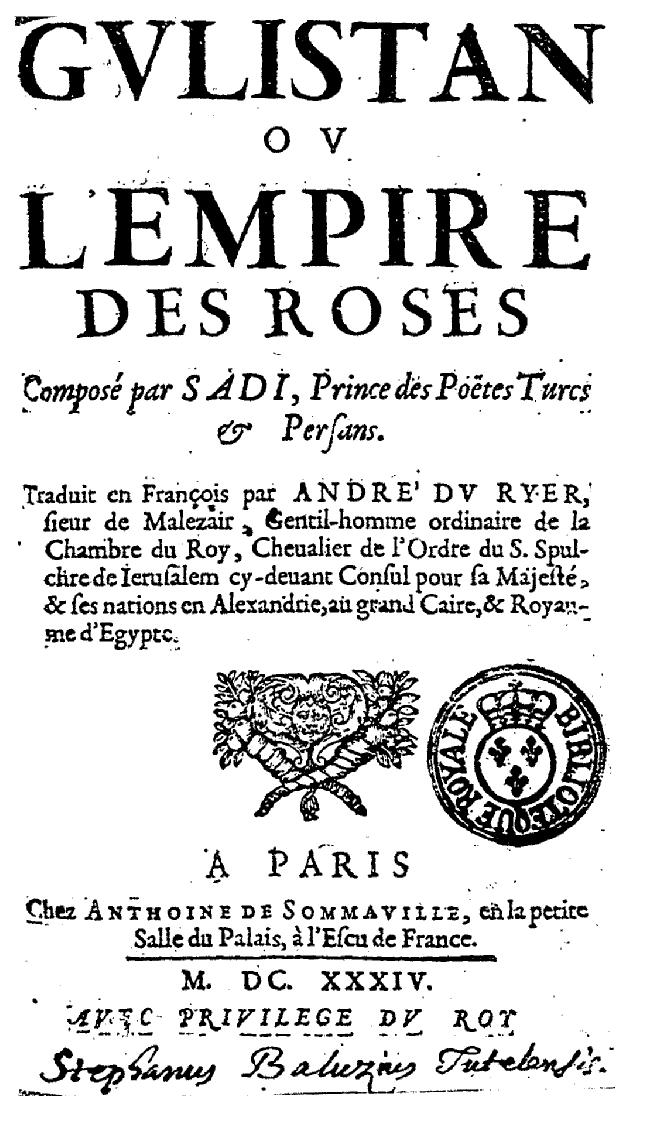
گلستان ترجمه آندره دوریه

در امپراتوری عثمانی، علاوه بر شرح‌ها، دست کم هفت ترجمهٔ ترکی از گلستان انجام شده که قدیمی‌ترین آن‌ها مربوط به سال ۱۳۹۱ میلادی می‌باشد.
نخستین ترجمهٔ گلستان به زبان‌های غربی در سال ۱۶۳۴ میلادی انجام شد. در این سال، آندره دوریه گلستان را به‌صورت ناقص به فرانسوی ترجمه کرد. مطابق فهرست مندرج در کتاب کتابشناسی ادبیات فارسی در زبان فرانسه، این کتاب تاکنون نُه بار به‌طور کامل به زبان فرانسه ترجمه شده است. معروف‌ترین مترجمان آن عبارتند از نیکول سِمله (به فرانسوی: N.Sémelet)، شارل دفرمری (به فرانسوی: Ch. Defrémery)، فرانتس توسن (به فرانسوی: Franz Toussaint)، عمر علی شاه (به فرانسوی: Omar Ali Shah) و ژاک موریس گودن (به فرانسوی: J. -M. Gaudin).
در سال ۱۶۵۱میلادی، ترجمه لاتین از گلستان منتشر شد. این ترجمه توسط جرج جنتیوس (Georgius Gentius) انجام شد.
در سال ۱۶۵۴، آدام اولئاریوس که زبان فارسی را در ایران آموخته بود، به کمک یک ایرانی به نام حق‌وردی، ترجمهٔ کاملی از گلستان را به زبان آلمانی منتشر کرد. پس از آن، فریدریش روکرت نیز در سال ۱۸۴۷ میلادی این کتاب را به‌صورت منظوم به آلمانی ترجمه کرد. اما ترجمه او نیم قرن بعد؛ یعنی در سال ۱۸۹۵ منتشر شد. 
نخستین ترجمهٔ کامل از گلستان به زبان انگلیسی، از آنِ سر ریچارد فرانسیس برتون است در سال ۱۸۸۸ میلادی. اما قبل از آن ترجمه‌های آزادی از بخش‌هایی از گلستان به انگلیسی صورت گرفته بود که نخستینِ آن‌ها به قلمِ استفان سولیوان (Stephen Sullivan) در سال ۱۷۷۴ انجام شد. پس از آن فرانسیس گلادوین و جیمز راس نیز ترجمه ای آزاد از آن به زبان انگلیسی منتشر نمودند. جیمز راس برای این ترجمه از نسخهٔ لاتین کتاب با نامِ Gentius استفاده کرد. در سال ۱۸۴۳ رالف امرسون، شاعر آمریکایی یک نسخه ترجمه شده از گلستان با توجه به ادبیات آمریکایی تهیه کرد و آن را یکی از کتابهای مقدس قلمداد کرد.
علاوه بر این، گلستان در قرن نوزدهم چندین بار به زبان‌های هندی، اردو، عربی، لهستانی، چکی، روسی، پرونسی و رومانیایی ترجمه شد.

## ساختار و محتوا

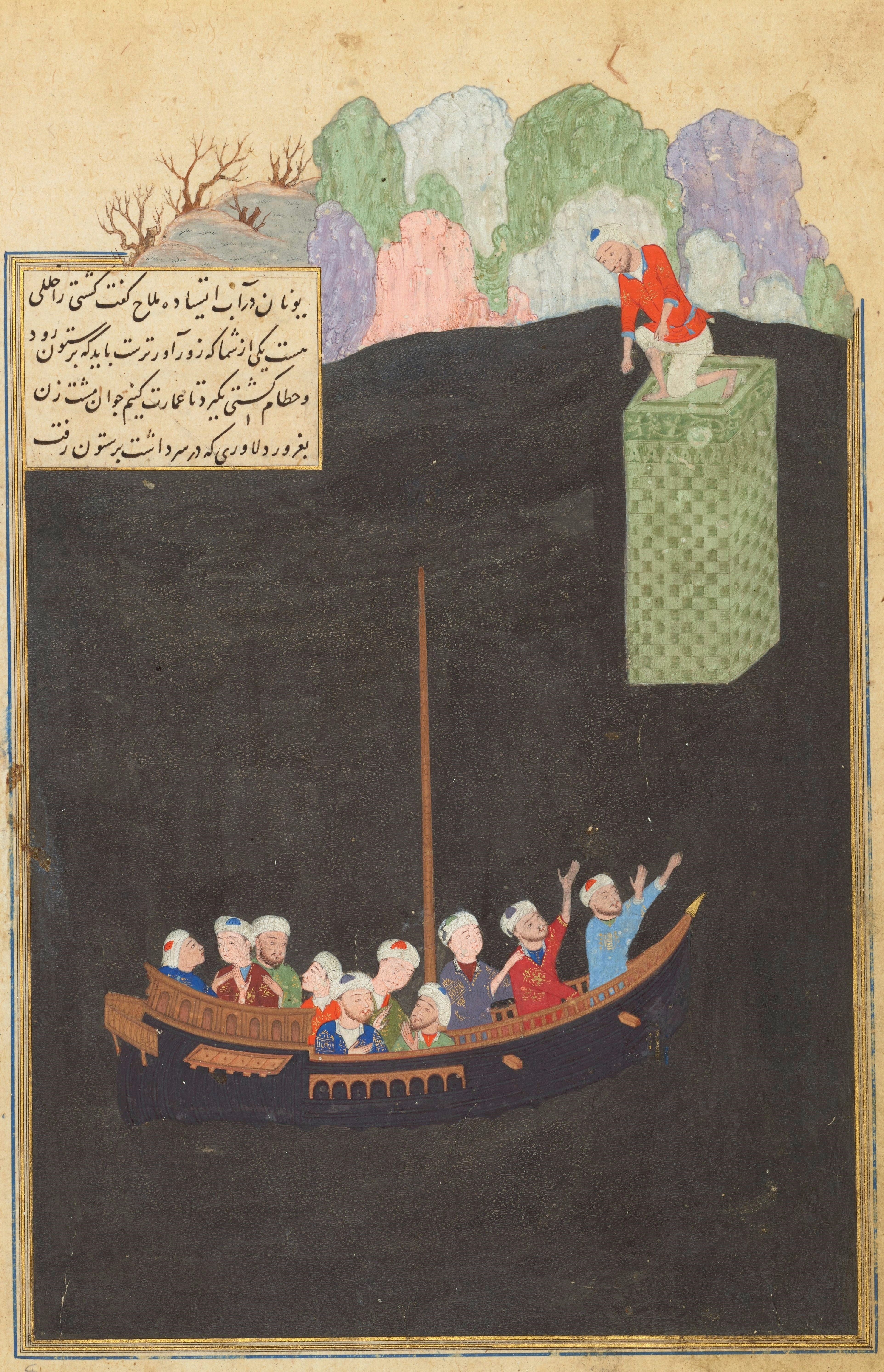
نقاشی ورزشکار جوان بر روی یک ستون. کتابخانه چستربیتی

این کتاب به نثر آهنگین و آمیخته با نظم و در هشت فصل (اصطلاحاً هشت باب) نوشته شده است. هشت باب گلستان عبارتند از: «سیرت پادشاهان»، «اخلاق درویشان»، «فضیلت قناعت»، «فوائد خاموشی»، «عشق و جوانی»، «ضعف و پیری»، «تأثیر تربیت»، و «آداب صحبت». گلستان یکی از تأثیرگذارترین کتاب‌های نثر در ادبیات فارسی است.
این کتاب، مجموعه‌ای از حکایت‌های مستقل و حاوی اندرزها و جمله‌های قصار است. اما هنر داستان‌گویی و ایجاز نگارنده، مانع از آن می‌شود که وجه تعلیمی آن باعث ملالت خواننده شود. سعدی در گلستان، از پرداختن به تاریخ‌نگاری و تذکره‌نویسی پرهیز می‌کند و صرفاً به بیان امور مربوط به زندگی و منش اشخاص می‌پردازد. کتاب گلستان را می‌توان گزارش سعدی از جامعه زمان خود دانست، که در آن اوضاع فرهنگی و اجتماعی مردم به صورت واقعی به تصویر کشیده شده است.
حکایت‌های گلستان، فراخور موضوع، کوتاه یا بلند می‌شود. در برخی از حکایت‌ها شخصیت‌های خیالی یا واقعی ثالثی وجود دارند و ایفای نقش می‌کنند؛ اما در برخی از حکایت‌ها، نگارنده حاضر و ناظر است. برخی از این رخدادها، رخدادهای واقعی زندگی او و برخی نیز صرفاً رخدادهای تخیلی است.

### دیباچه
سعدی در دیباچهٔ کتاب، چراییِ نگارشِ آن و زمانِ نگارش را با گفتاری فاخر، شیرین، و روان بازگو می‌کند. او در دیباچه، کتابِ گلستان را «گلستانی راستین» می‌شمارد که سرما و گرمایِ روزگار بر آن تأثیری ندارد و چنین می‌گوید:
 برای نُزهَتِ ناظران و فُسحَتِ حاضران، کتابِ گلستانی توانم تصنیف کردن، که بادِ خزان را بر ورقِ او دستِ تَطاوُل نباشد و گردشِ زمان، عیشِ رَبیعش را به طَیشِ خَریف مبدّل نکند.
| به چه کار آیدت ز گُل طَبَقی  |  | از گلستانِ من ببَر ورقی     |
| گُل همین پنج روز و شش باشد |  | وین گلستان همیشه خوش باشد |

## ویژگی‌ها

### آهنگ
در بررسی سبک گلستان، نخستین ویژگی قابل توجه، آهنگین بودن و موسیقی کلام است. دلیل این آهنگین بودن را برخی از پژوهشگران، «موزون بودن» پاره‌های جمله‌ها دانسته‌اند؛ مثلاً محمدتقی بهار در کتاب سبک‌شناسی نوشته است که با پس و پیش‌کردن بعضی از کلمه‌ها و فعل‌ها در گلستان می‌توان مصراع‌های شعری استخراج کرد. همچنین جلال‌الدین همایی معتقد است که سعدی کلمات خود را طوری انتخاب کرده است که ترکیب آن‌ها، طنین موسیقی ایجاد می‌کند و در اثر همین خاصیت، از جمله‌های نثرش، مصراع‌های شعر با وزن عروضی استخراج می‌شود. ضیاء موحد معتقد است که سعدی با توالی هجاهای بلند و کوتاه –که الزاماً منطبق بر وزن‌های عروضی نیستند– و با کوتاه و بلند کردن جمله‌ها، باعث آهنگین شدن گلستان شده است.

## نمونه‌هایی از نثر گلستان سعدی

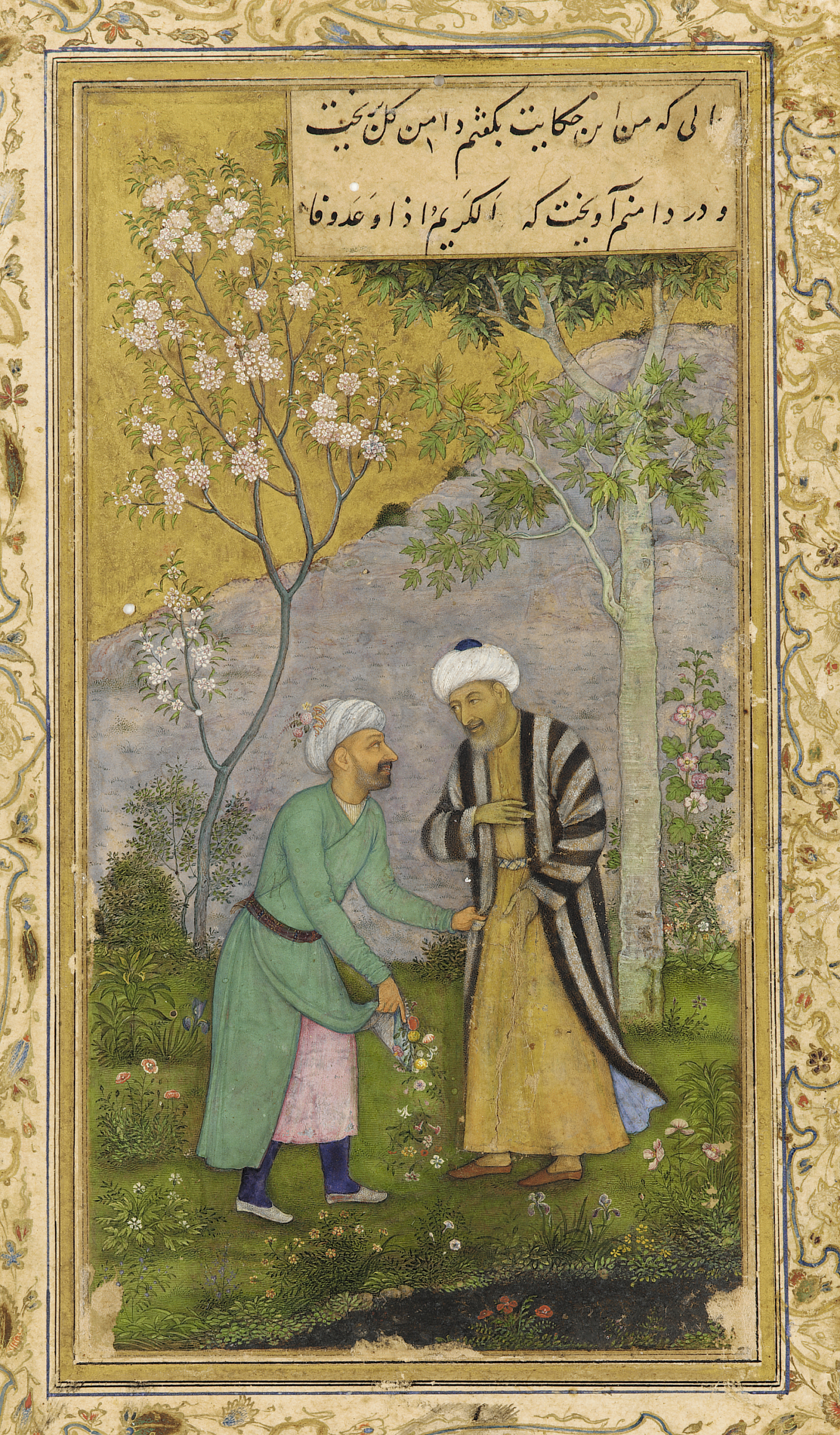
سعدی در گلستان. از یک نسخهٔ خطیِ مغولی از گلستان.

- منت خدای را، عَزَّ وَ جَلّ، که طاعتش موجبِ قُربت است و به شُکر اندرش مزیدِ نعمت. هر نفَسی که فرومی‌رود مُمِدّ حیات است و چون برمی‌آید مفرِّح ذات؛ پس در هر نفَس دو نعمت موجود است و بر هر نعمت شُکری واجب.[۲۲]
- دو کس رنج بیهوده بردند و سعی بی‌فایده کردند؛ یکی آن‌که اندوخت و نخورد، و دیگری آن‌که آموخت و نکرد.
- سه چیز پایدار نمانَد: مالِ بی تجارت و علمِ بی بحث و مُلکِ بی سیاست.
- دشمنی ضعیف که در طاعت آید و دوستی نماید؛ بدان! مقصود وی جز آن نیست که دشمنی قوی گردد؛ و گفته‌اند بر دوستیِ دوستان اعتماد نیست، تا به تملقِ دشمنان چه رسد! و هرکه دشمنِ کوچک را حقیر می‌دارد، بدان مانَد که آتشِ اندک را مُهمل می‌گذارد.

## آثار تقلیدی از گلستان
پس از سعدی، گلستان تأثیر قابل توجهی بر ادبیات فارسی گذاشت و آثار متعددی با تأثیرپذیری از شکل و فرم گلستان (حکایات پندآموز در قالب نثر مسجع آمیخته با نظم) یا تأثیرپذیری از موضوع و محتوای گلستان خلق شد. دست کم ۶۴ اثر که به تقلید از گلستان نگاشته شده، فهرست شده است. برخی از مهم‌ترین این آثار عبارتند از:
1. بهارستان جامی
2. پریشان قاآنی
3. روضه خلد یا خارستان مجدالدین خوافی
4. نگارستان معین‌الدین جوینی
5. اخلاق‌الاشراف عبید زاکانی
6. منشآت قائم مقام فراهانی
7. مزعفر و بغرا ابواسحاق اطمعه
8. چهار عنصر بیدل دهلوی
9. نکات بیدل دهلوی
10. رقعات بیدل دهلوی
11. جامع الاسرار نورعلیشاه اصفهانی
12. گلستان شوریده شیرازی
13. ترجمه میرزاحبیب اصفهانی از کتاب سرگذشت حاجی بابای اصفهانی اثر جیمز موریه
14. کاروان فریدون توللی
15. تفاصیل فریدون توللی

## نگارخانه

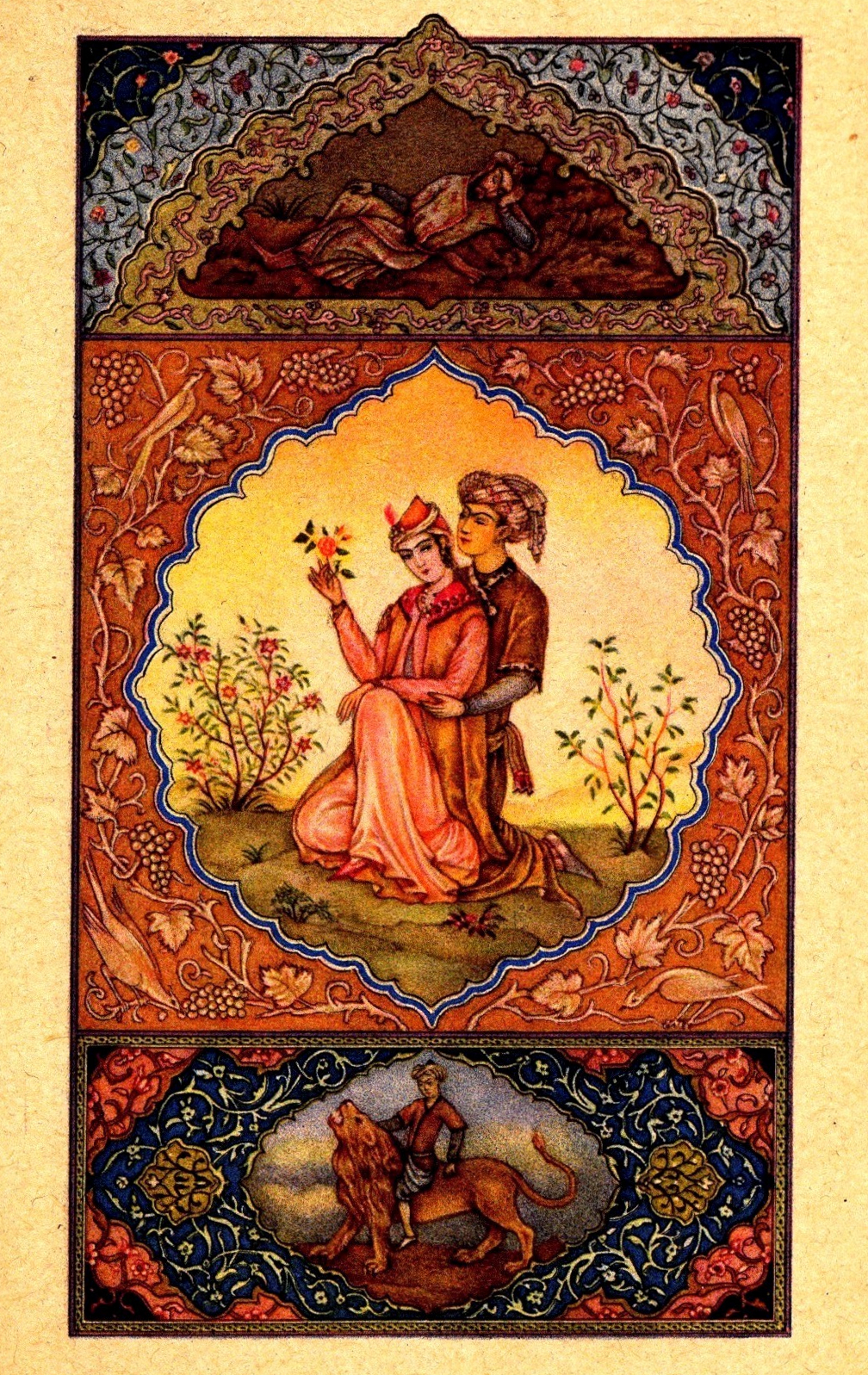
مینیاتورِ نشان‌دهندهٔ سعدی از کتابِ گلستانِ سعدی
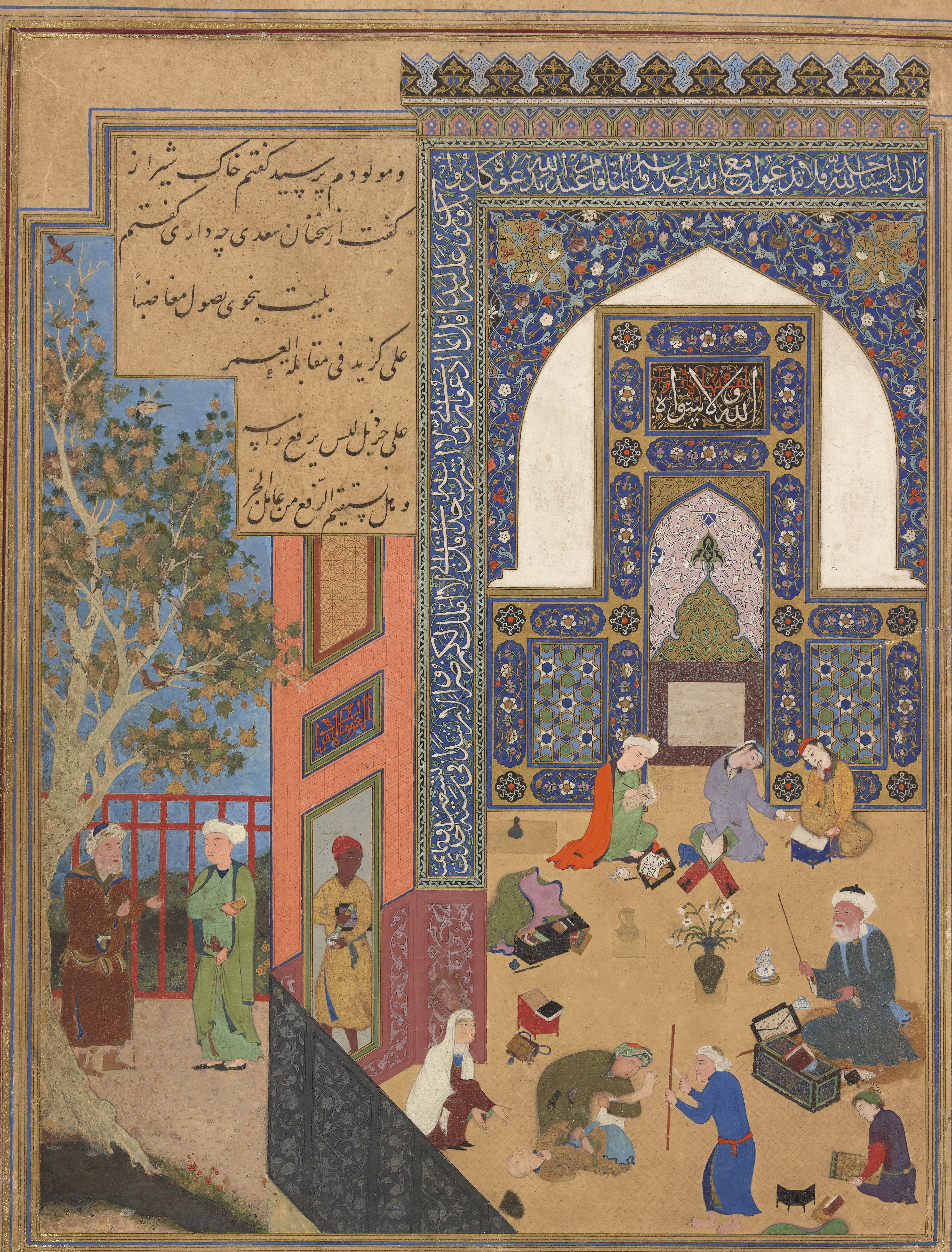
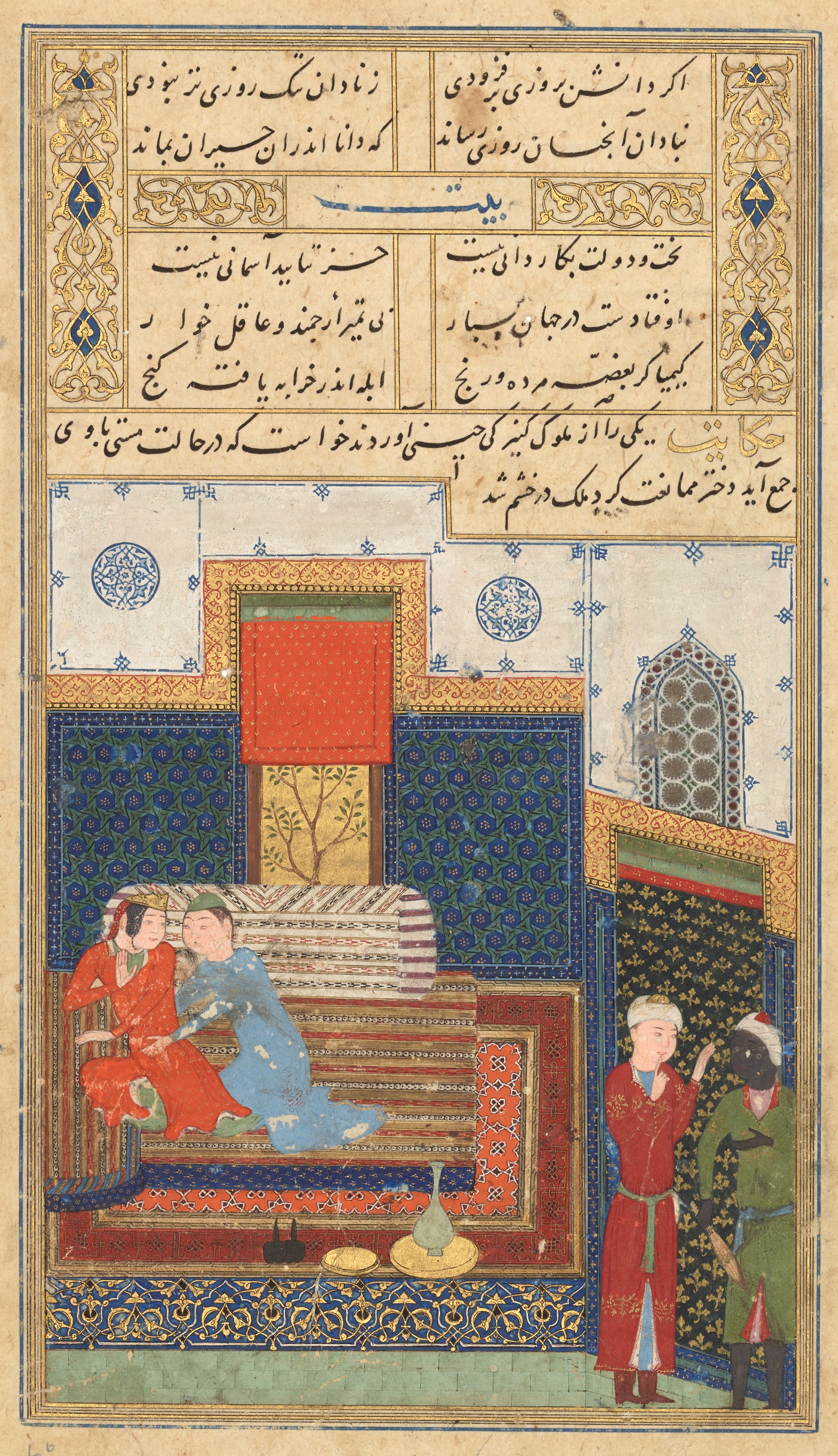
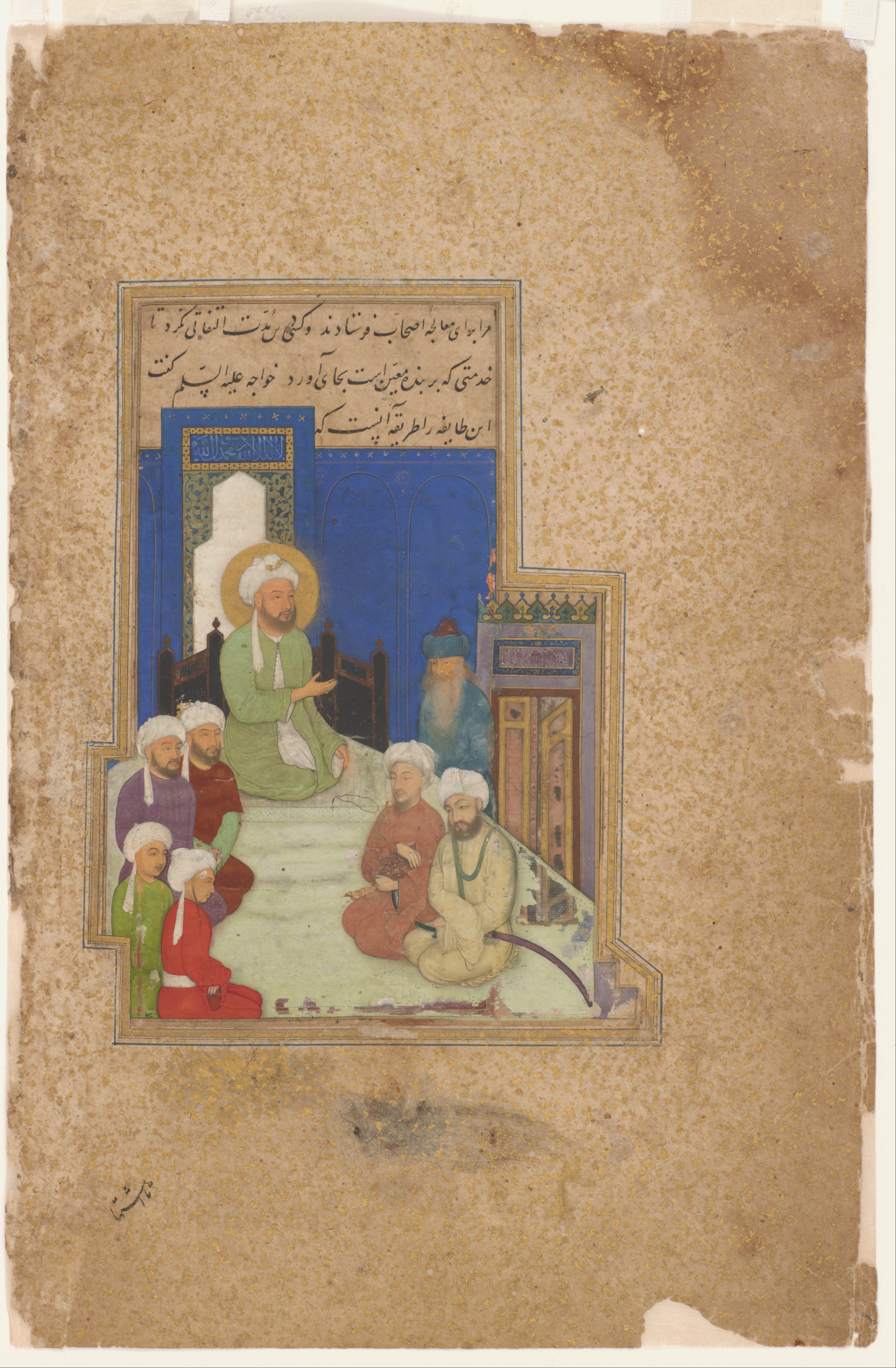
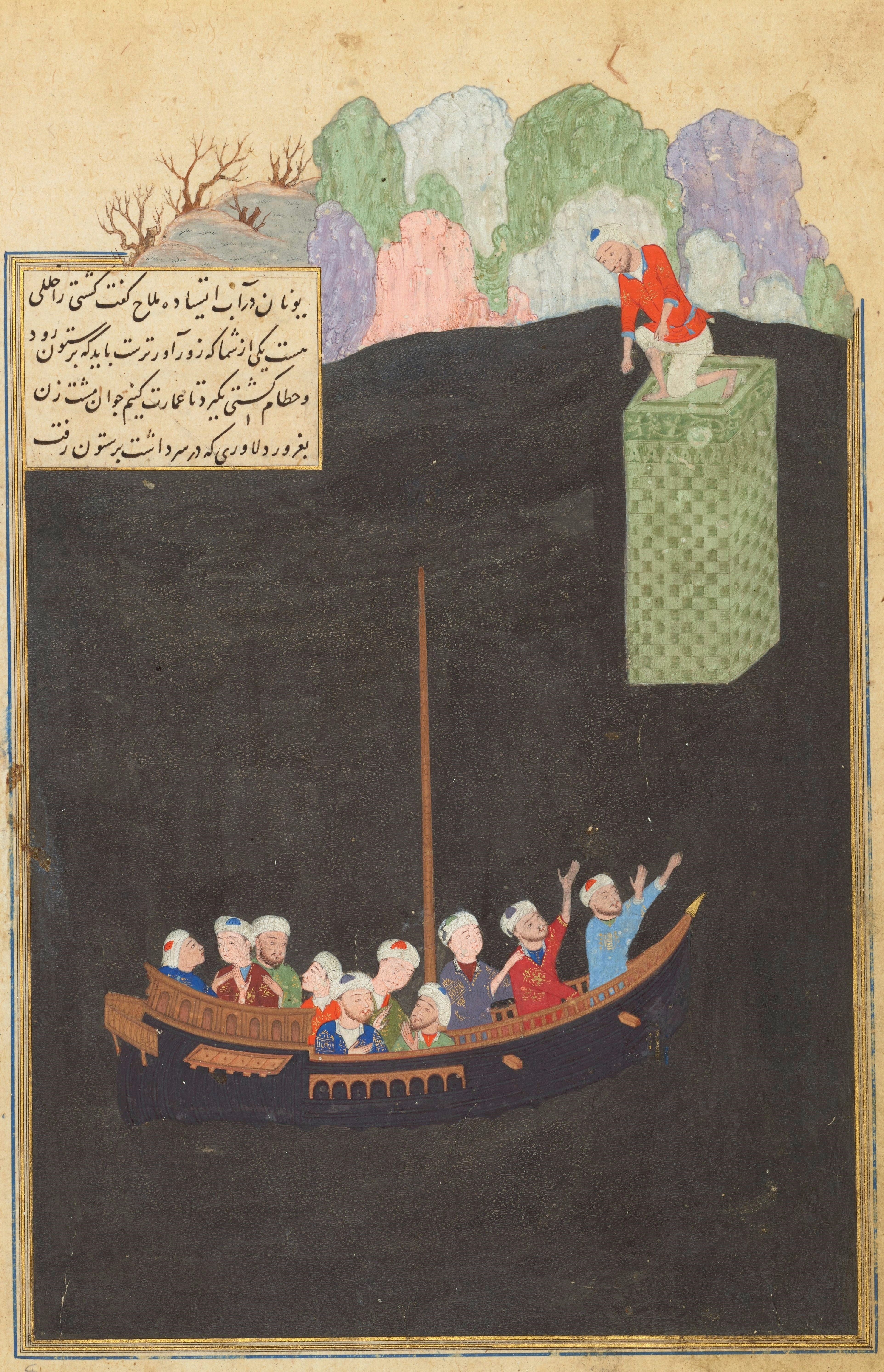
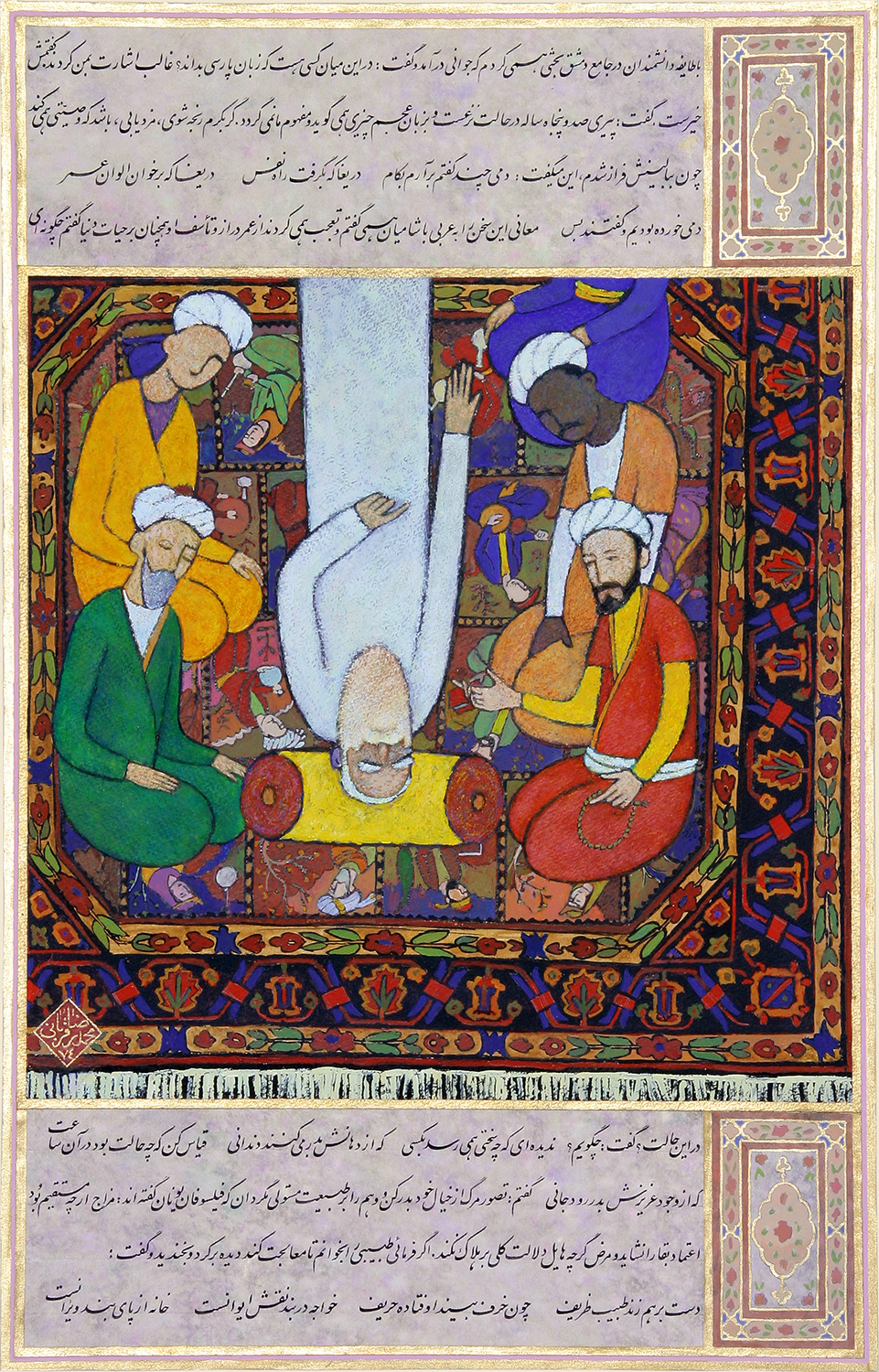
حکایتی از گلستان سعدی، اثر محمدرضا قربانی
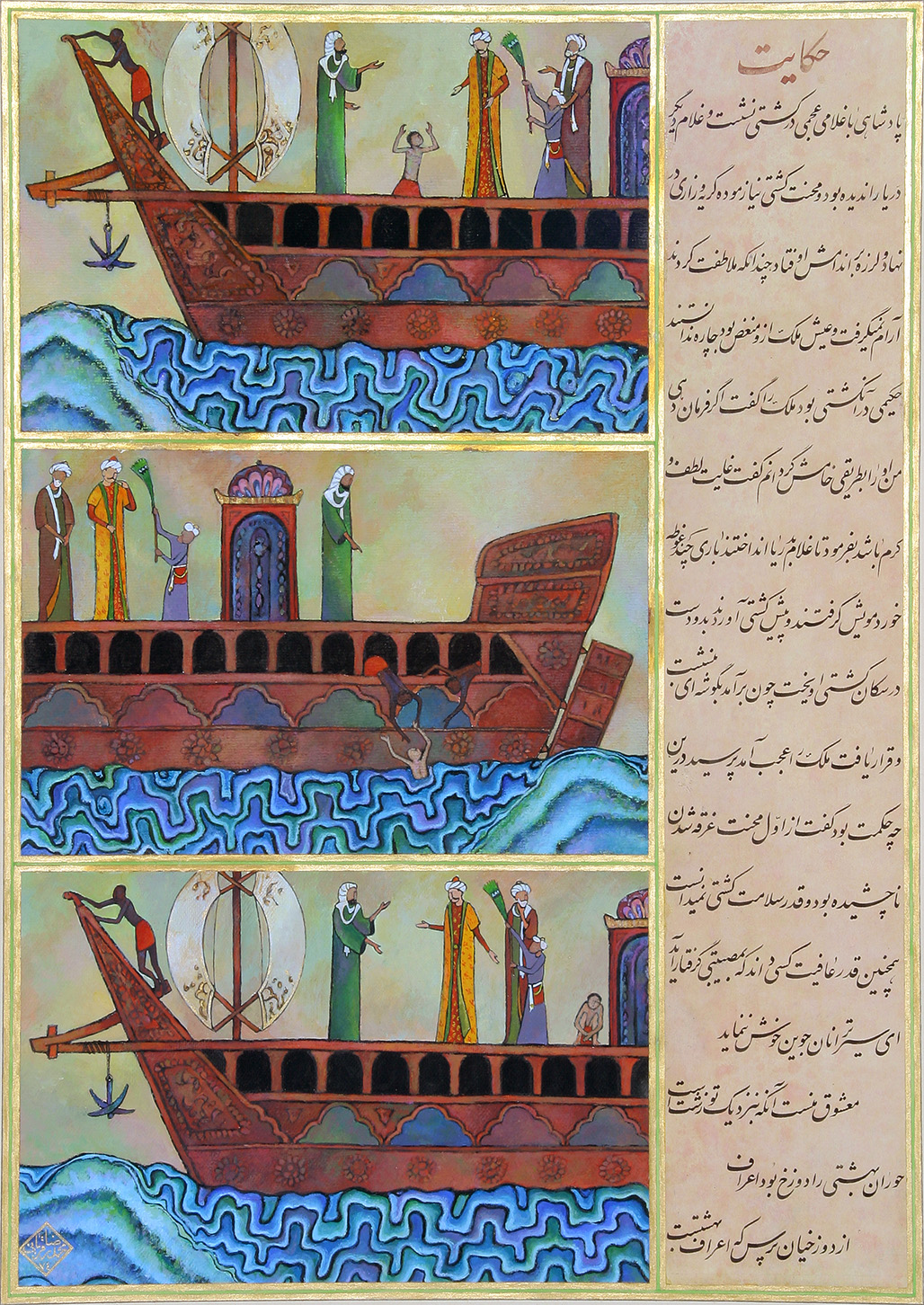
حکایت غلام و کشتی،      اثر محمدرضا قربانی
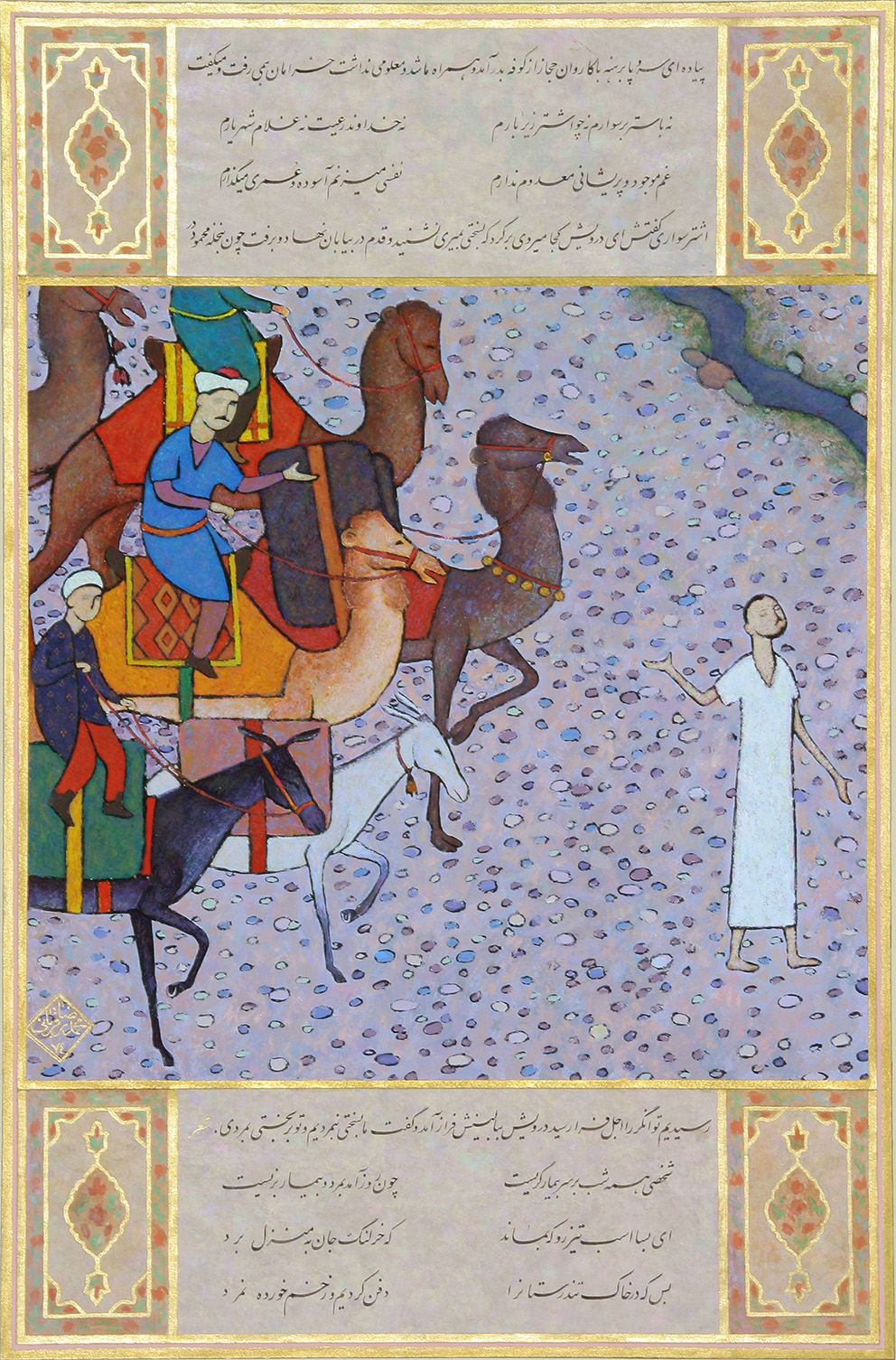
حکایت درویش و کاروان،   اثر محمدرضا قربانی
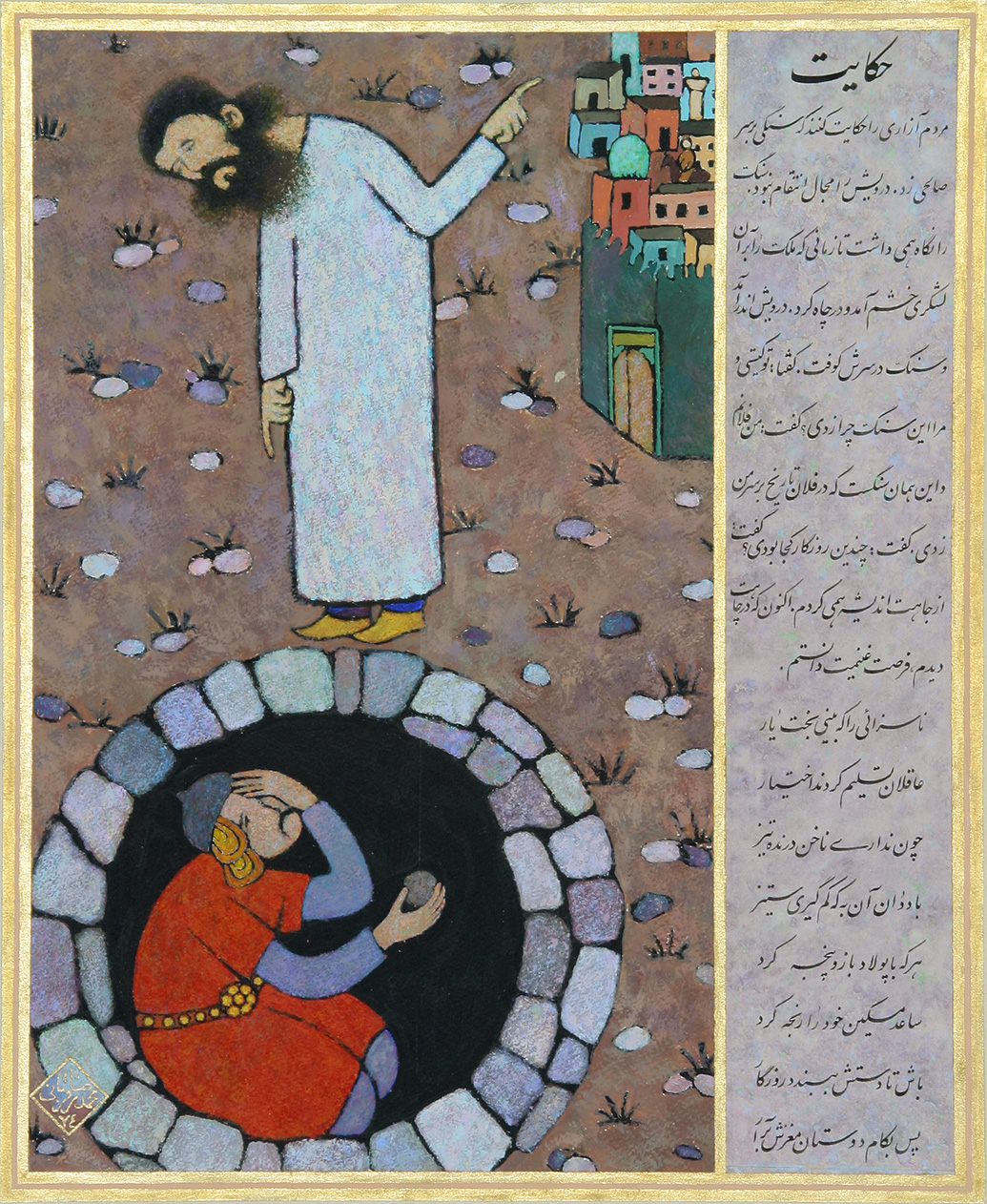
حکایت درویش و لشکری،   اثر محمدرضا قربانی
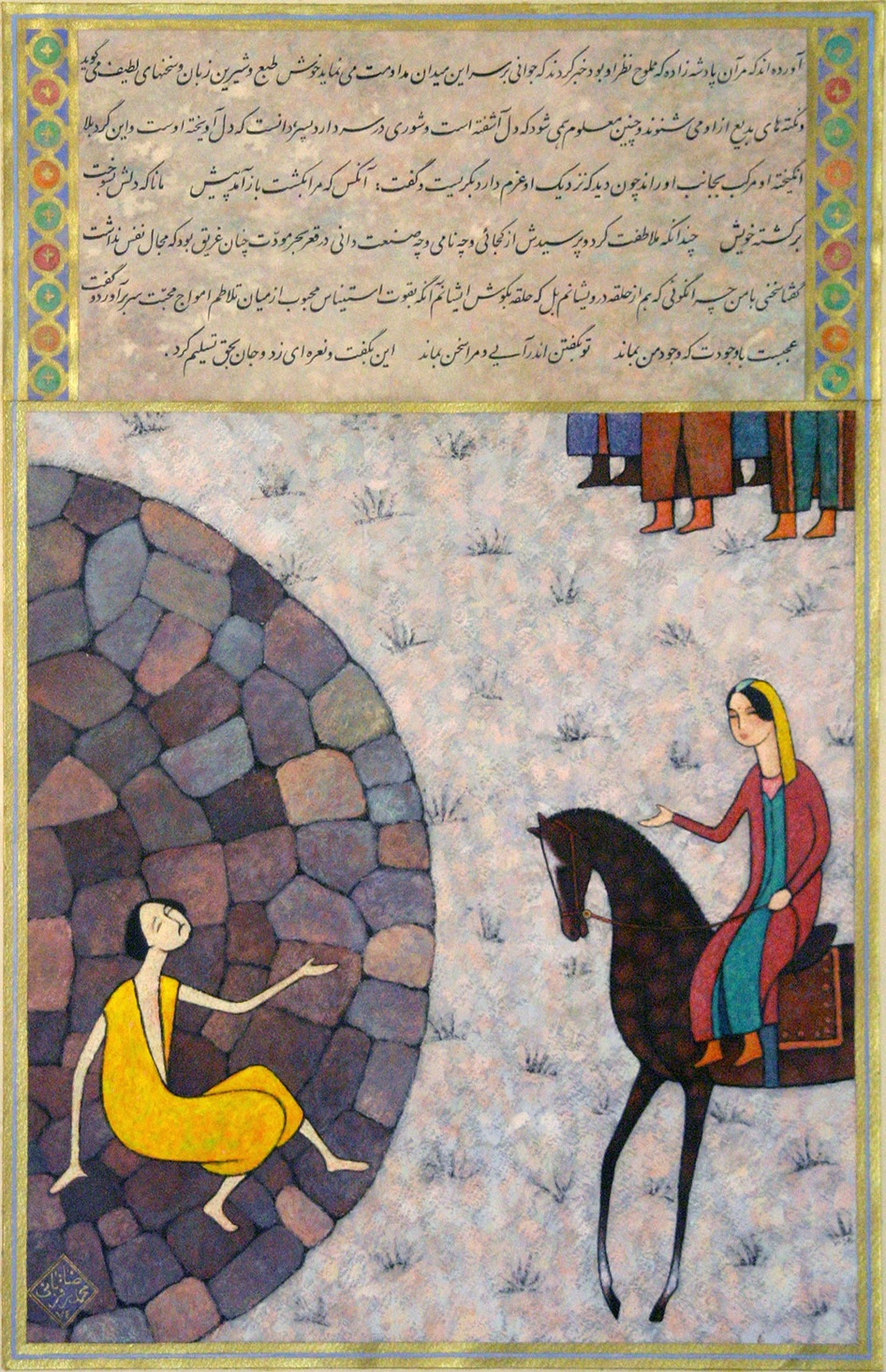
حکایت شاهزاده و غلام،    اثر محمدرضا قربانی